# Jasione crispa
El botón azul o Jasione crispa, es una herbácea de la familia de las campanuláceas.

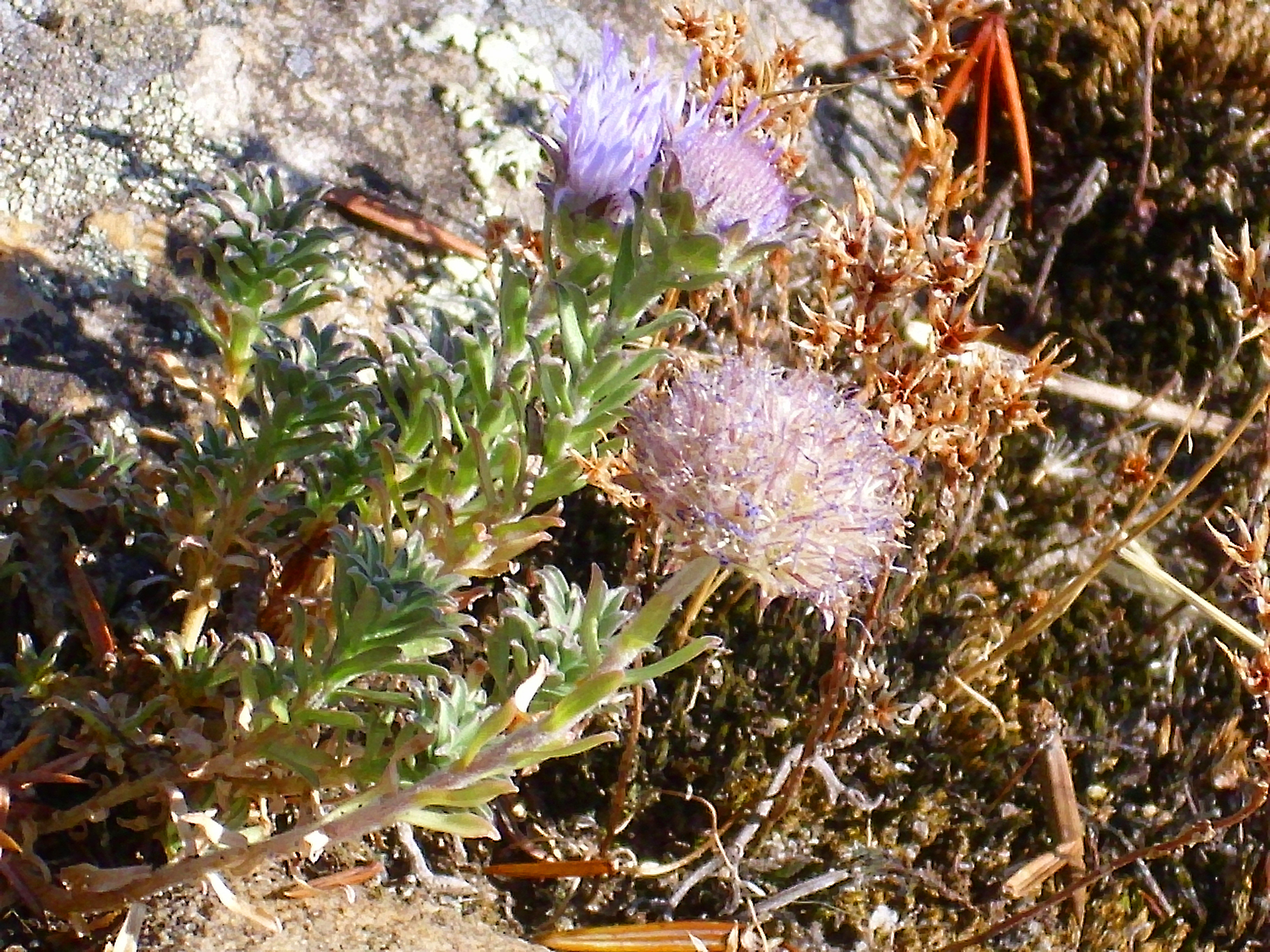
Planta en su hábitat

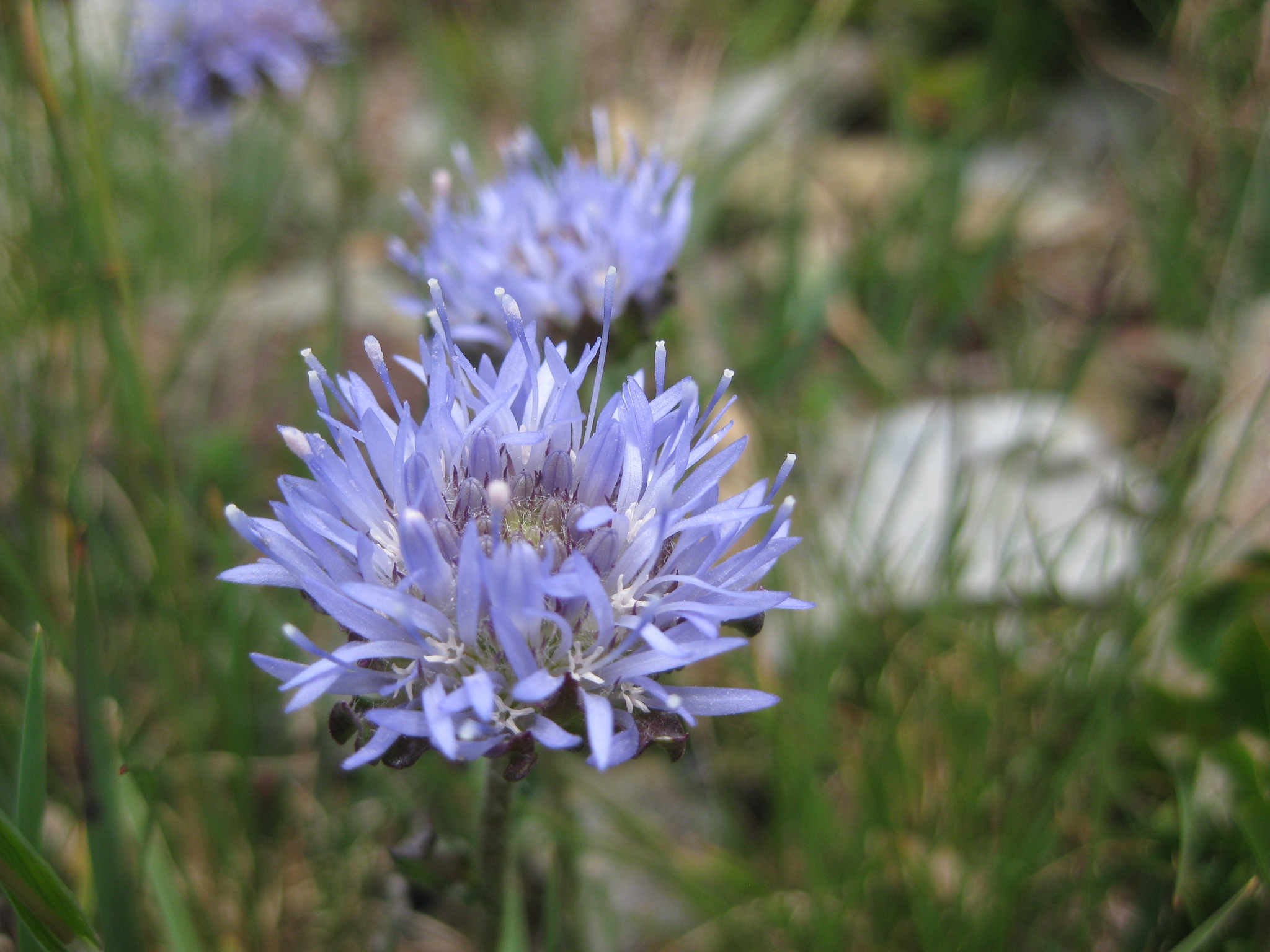
Flores

## Descripción
Pequeña planta vivaz, cespitosa, con pequeña cepa leñosa y muchos tallos, unos floríferos y otros estériles, provistos de pelos erizados y hoyas en toda su longitud. Hojas alternas, lanceoladas u oblongas, con el borde entero o ligeramente dentado, con frecuencia ciliado. Flores reunidas en capítulos esféricos, largamente pedunculados, provistos de brácteas ovales, más o menos aserradas y de color púrpura. Cáliz con 5 sépalos cubiertos, al menos en la base, de pilosidad lanosa, frecuentemente rojizos. Corola pentalobulada de color azul. 5 estambres concrescentes en la base. fruto en cápsula abridera por dos lóbulos. Florece en verano.

## Distribución y hábitat
Se encuentra en arenales, pastos secos, fisuras, pedregales, indiferente al substrato; a una altitud de (300)400-3470 metros en el SW de Europa y Norte de África. Dispersa por toda la península ibérica. 

## Taxonomía
Jasione crispa fue descrita por (Pourret) Samp. y publicado en Ann. Acad. Polyt. Porto xiv. 161 (1921).
Citología
Número de cromosomas de Jasione crispa (Fam. Campanulaceae) y táxones infraespecíficos:  n=18  n=9  n=6  2n=24 2n=26
Subespecies
- Jasione crispa subsp. amethystina (Lag. & Rodr.) Tutin (1973)
- Jasione crispa subsp. arvernensis Tutin (1973)
- Jasione crispa subsp. crispa
- Jasione crispa subsp. lanuginella (Litard. & Maire) Lambinon & Lewalle (1986)
- Jasione crispa subsp. mariana (Willk.) Rivas Mart. (1971 publ. 1972)
- Jasione crispa subsp. tomentosa (A.DC.) Rivas Mart. (1971 publ. 1972)
- Jasione crispa subsp. varduliensis Uribe-Ech. (1999)

Sinonimia
- Jasione montana var. humilis Pers.
- Phyteuma crispum Pourr.[7][8]